# Meridiana Air
Meridiana Air, S.A. fue una aerolínea española con sede en Palma de Mallorca, que operó de 1990 a 1992.

## Historia
Meridiana Air fue fundada en 1986, con denominación social previa Universair, S.A., y que modificó esta denominación social a la de Meridiana Air, S.A. en diciembre de 1990.
A mediados de 1990 fue adquirida por Meridiana Compañía Española de Aviación, S.A., para integrarse, junto con Líneas Aéreas Canarias, S.A. (LAC) y Euravia, al proyecto de compañía de vuelos regulares liderada por aquel holding, controlada por Shah Karim al-Hussayni, el Aga Khan IV. En diciembre de 1990  cambió su denominación social por la de Meridiana Air, S.A., convirtiéndose en la compañía operadora, de las cuatro citadas, e integrando en la misma a la mayor parte del personal procedente de  LAC y de Euravia, así como la flota de cinco MD-83 de LAC. A lo largo de 1990 y 1991, además del proceso de integración operativo mencionado, incorporó cuatro BAe 146-300 para el inicio de sus operaciones de vuelo regular, dejando prácticamente la operación chárter. A partir de septiembre de 1991, la operación regular se realizó fundamentalmente desde los aeropuertos de Valencia y Barcelona, si bien mantuvo el centro operativo en Palma de Mallorca. Fue la primera compañía que entró en competencia directa con Iberia en los vuelos regulares, coincidiendo con el inicio de la liberalización del espacio aéreo europeo a principio de los 90.
La crisis desencadenada por la Guerra del Golfo, junto con la fuerte resistencia y agresividad comercial de Iberia, no acompañó al despegue de la compañía, la cual, bajo la Dirección General de José Pont cesó en sus operaciones el 16 de octubre de 1992.

## Antigua flota
Meridiana Air operó las siguientes aeronaves a lo largo de su corta historia:
| Aeronaves                 | Total | Introducido | Retirado | Matrículas                              |
| ------------------------- | ----- | ----------- | -------- | --------------------------------------- |
| Boeing 737-300            | 1     | 1991        | 1992     | EC-EID                                  |
| British Aerospace 146-300 | 4     | 1991        | 1992     | EC-FGT, EC-FHU, EC-FIU y EC-FKF         |
| McDonnell Douglas MD-83   | 5     | 1991        | 1992     | EC-EFU, EC-EJZ, EC-EKM, EC-EMG y EC-EZR |